# Arthur Wint
Arthur Wint (Jamaica, 25 de mayo de 1920-19 de octubre de 1992) fue un atleta jamaicano, especializado en la prueba de 4x400 m en la que llegó a ser campeón olímpico en 1952.

## Carrera deportiva

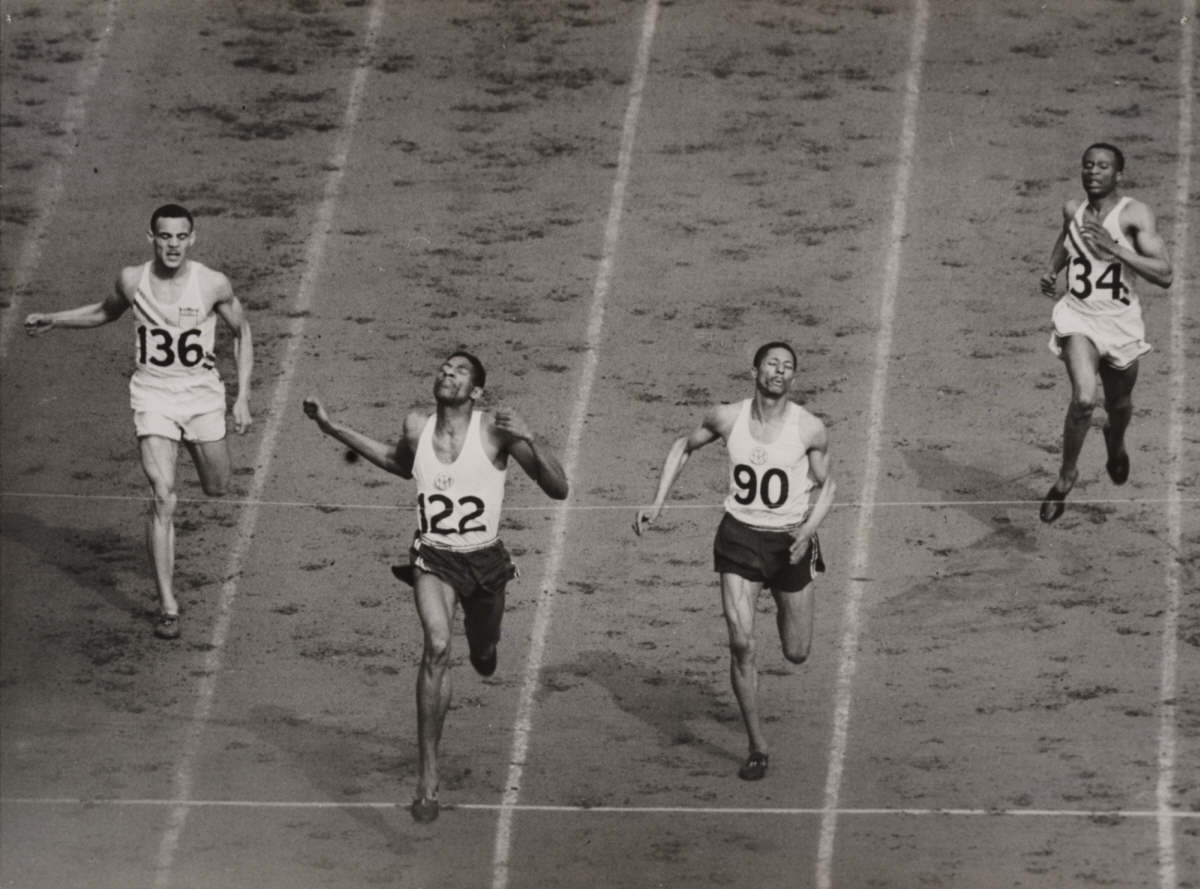
Arthur Wint registró un récord olímpico en los 400 metros en 1948 y fue el primer jamaiquino en ganar un oro olímpico.

En las Olimpiadas de Londres 1948 ganó el oro en los 400 metros con un tiempo de 46.2 segundos que fue récord olímpico, por delante de su compatriota Herb McKenley y del estadounidense Malvin Whitfield.
Cuatro años después, en los JJ. OO. de Helsinki 1952 ganó la medalla de oro en los relevos 4x400 metros, batiendo el récord del mundo con un tiempo de 3:03.9 segundos, llegando a meta por delante de Estados Unidos y Alemania (bronce), siendo sus compañeros de equipo Leslie Laing, Herb McKenley y George Rhoden.